# 1948年援華法案
1948年援華法案（China Aid Act of 1948）為1948年4月2日美國国会通过了《对外援助法案》（Foreign Assistance Act）和《经济合作法案》合并案之一部份。援外法案本來用途是為了施行歐洲戰後經濟復興計畫，援華法案是計劃中的例外；其中，華是指亞洲的中華民國政府。成為第二次国共内战中，中華民國政府用來應付中國共產黨的重要資金資助。另外，該法案原訂援助時間為一年。

## 背景
1947年，杜鲁门政府就已开始向国民政府提供战后援助。主要包括：
- 1947年5月5日，美国驻军调部代表团物资处理结束，将价值350万美元之剩余物资转交国民政府；
- 1947年6月27日，美国以约65.6658万美元的价格将1,300万发子弹售于国民政府，并向南京签发军用品出口证；
- 1947年7月15日，美国航务委员会在华盛顿签订《售购战时建造船舶合约》，美国将战时建造之船舶159艘售给中国。
- 1947年11月17日，国民政府获悉美国即将出台援助计划，立即向美方提出，在1948年1至3月间每月提供2000万美元紧急援助。

事实上，美国国务院最初的1948年援华方案是：向法、意、奥、中四国提供5.97亿美元临时援助，其中给国民政府1800万元。但周以德众议员为首的美国国会拥蒋势力要求扩大对蒋政权的援助力度，认为这个数“太可怜了，摊到每个中国人的头上大概75美分，要管吃、管穿，管治病，还要和共产党打仗”，根本不够。
1948年1月7日，南京政府派出以交通部长俞大维、中央银行副总裁貝祖貽为首的技术团队赴美商讨《援华法案》内容。1948年1月28日，行政院长张群宣布十点“自助计划”，声称要对中国财政经济进行全面改革，向美国示意，即将到来的美援是不会被浪费掉。美国国务院远东事务办公室主任巴特沃思表示，“南京方面根本没有足够的外汇储备，难以支撑美国对华出口的规模，更不要说进口美国的武器弹药”。美国驻华大使司徒雷登致电国务院，认为“鉴于当前形势，美国无力负担南京政府的全部军事经济”。1948年2月17日，美国国务院致电司徒雷登，要求他在华活动发言应注意两点：
1. 避免扩大中方的预期，美国的援助不意味着华盛顿方面为南京政府的经济复苏和军事行动承担责任。
2. 美国的援助不包括：替南京政府终止通胀、稳定货币和大范围的重建。

## 法案内容
法案宣称是“为了鼓励中华民国及其人民实现和平与稳定，宣示美国的对外政策，鼓励中华民国努力维护真正独立和诚信管理，以加强个人自由的权利”。
援華法案分為兩部分，并采取相应措施：
1. 国会授权总统在未来一年时间内向中华民国提供总价值不超过三亿三千八百万美元的经济援助，以用于进口美国的食品，棉花，石油，化肥，药品，煤炭和金属（但1948年6月众院拨款委员会又把经费减为2.75亿元）
2. 总统向中华民国再额外提供总价值不超过一亿两千五百万美元的特種捐赠（实际为軍事援助）

- 美中双方约定在各自政府内部设立援助机构，监督、协商相关经济援助的使用情况。
- 美中双方成立乡村复兴联合委员会，帮助中国农村地区实现经济复兴。
- 美中政府之间将签署一个经济合作协定，以促进中美之间的经贸往来。

## 实施
《援华法案》的实施由美国经济合作总署负责。1948年5月，原旧金山市长赖普汉被任命为该署中国分署(Mission to China)署长。6月7日赖普汉到中国，分署正式开始活动。1948年7月1日，国民政府专门在南京成立了“美援运用委员会”，時任中華民國行政院院长张群任主席，委员包括了中華民國财政部部長王雲五、中華民國外交部部長王世傑、中華民國交通部部長俞大維，中華民國中央银行總裁俞鴻鈞，行政院资源委员会主席孫越崎，上海市市长吳國禎、外交部次长刘师舜与美国驻华大使司徒雷登、经援团团长赖普汉于7月3日订立《关于经济援助之协定》（有效期两年），8月5日又换文成立了中国农村复兴联合委员会（由美方2人、中方3人组成）。
1948年9月16日,远东事务办公室主任巴特沃思向副国务卿洛维特表示，应按照以下方针制定对华援助方案：
1. 提供军事和经济援助;
2. 派遣联合督查组对援助协调管理，包括近场监督;
3. 美国特派团要参与制定国民政府的政策;
4. 援助对象应为“中国”而不单指南京政府，以便美方最大限度地支援中国境内一切能有效抵抗共产党纲领的力量。

《中美救济协定》正式签订后，美国经济合作总署从中划拨出4,500万美元，用于对华实施救济工作。救济工作团团长吉尔·派屈克。内容主要包括：
- 使用其中的3,950万美元采购大米和面粉，在北平、上海、南京、广州、天津五大城市向市民抛售平价粮食。行政院为此成立了“处理美国救济物资委员会”，并通过了《京沪平津穗五市民食配售通则》，旨在利用“美援物资”解决五市民生问题。中美经济合作分署、美援运用会对配粮价格每月核定一次，2周或10天调整1次。但事实上，美国进口的配给米完全不能解决北平、上海等大中城市的粮食紧缺问题，特别是1948年8月19日，实施金圆券改革后，粮食价格更是一路飞涨。
- 使用其中500万美金用在医药物资方面的经费
- 使用其中50万美金用在医种子与杀虫剂方面的经费

售粮、售药与种子杀虫剂所得所有款项全部用于在华资助304个医药救济计划、96个福利计划、22个公共事业计划和85个农业救济计划。
1.25亿美元的赠款购买军事物资。但从1948年8月开始，中華民國国军在各路战场形势导致款项已全部拨付，但军事物资却难以运入中国。1948年8月，美驻华大使司徒雷登、美国军事顾问团团长巴大维根据美国政府指示，找外交部部長王世杰交涉，要求国民政府赶快成立监督机构制止军方日益猖獗的贪腐问题，否则，将停止对华军事援助。王世杰认为应尊重美方意见。军中的贪腐问题太严重，应尽快在军内设立监督机构，并推荐了政务委员雷震负责此事。8月底国防部给行政院呈递一报告，要求行政院将1至8月所欠的500万官兵的一成军粮折成现款尽快下拨，以提升國軍官兵作战的积极性。1948年9月1日，時任行政院院长翁文灏主持行政院会议讨论军粮问题。雷震在会上发言：当前国家经济十分困难，军费是目前最大的支出，负担极其沉重。为渡过当前难关，全国从上到下,包括军队，能节省的都要省。1至8月既已过去，国防部就应体谅国家的困难，可否不再要求补拨这笔时光已过的军粮款了。時任中華民國国防部部长何应钦聽了反驳：“古今中外，军事开支都是消耗的，既要军队打仗，又不想花钱，行得通吗？要不想花钱，那很容易做到：一是立即解散军队，让官兵们解甲归田；二是向共军投降！”会上，何应钦反对只监督军队对美援使用情况而不监督行政部门的美援使用：“听说行政院要设一监督委员会专门监督军方，以防贪污，这是谁出的主意？国防部有谁贪了污？行政院既不相信国防部，尽可撤换；有贪污腐化的，可依法严惩，完全没必要设这个机构。其他部委也管有钱物，行政院都不监督，为何唯独监督国防部？这种对国防部及军队另眼相看的做法，令人愤慨！” 1948年9月29日時任中華民國總統蔣中正特地命令顾维钧将密电转交给杜鲁门总统，呼吁杜鲁门推动这项特别军援物质的采办。直到1949年4月1日，仍有三分之一的军事物资尚未交付。据联合勤務總司令部副總司令黄仁霖回忆：
1948年底，蒋中正命令我把一船550吨的军火，运往北平，那是“华北剿总”所在地，由傅作义指挥。我告诉傅作义：虽然这550吨轻武器军火，数目不大，但是这批军火是1.25亿美元‘援华法案’中的第一批，蒋先生要我向你保证，随后的军火将继续不断地运来。事实上证明，几天之后，1949年元月31日，傅打开北平城门同中共议和了。我必须提出这是很悲惨的，因为这项“援华”物资的第一批，事实上落入了共军手中。对于这项秘密，我始终守口如瓶不曾泄漏。并不是我怕受到惩罚，因为我是奉命行事。而且我把军火交付他的时候，他还在守城。我只是害怕，一旦这个消息泄漏出去之后，中共便会向外宣布。
原计划在1950年6月前援助资金全部落地。1948年秋，国民政府卷入了1948年美国总统選舉的选边站队。在国共两党胜负大局已定的情势下，美国政府原来推行的扶蒋反共政策已经无法继续下去了。为了挽救政策困局，避免失去中国，美国政府不得不开始重新审视自己的对华政策，认真考虑要转变既有的对国共双方的关系了。首先，美国政府在军事上、经济上对国民党的援助完全停止，政治上则袖手旁观，等待尘埃落定。与此同时，美国政府通过停止军事援助，减少经济援助，冷却政治外交关系以及发表中美关系白皮书等一系列举措，逐步与蒋介石政权拉开距离，初步实现了从扶蒋反共向从中国内战“脱身”的政策转变。其次，采用软硬手段拉拢中共政权，孤立苏联。1948年9月，美国国务院政策设计司提出一份题为《重审并制定美国对华政策》的文件，并经过讨论于10月间成为国家安全委员会的正式文件。该文件在对华政策目标上出现了一个微妙的变化，就是把“尽力阻止中共在中国取胜”变成了“尽力阻止中国成为苏联的附庸”。
1948年11月辽沈战役结束，美国对国民政府的失败已确信无疑。马歇尔在内阁会议上说：“国民党正在退出历史舞台，无论我们做什么都救不了它。1948年11月上旬，驻华美军联合顾问团已得出一致看法，除非使用美军在中国作战，不论美国给多少军事援助，都不可能挽救蒋；而直接派遣美军对中共作战是不可能的。1948年12月杜鲁门为应付国会压力，派美国经济合作总署署长保罗·霍夫曼作为"总统特使"到中国，实地了解中国经济及过去的美援运用状况。霍夫曼与“美援委员会”的高官王世杰、叶公超等人会谈时，政府当局认为机会难得，应抓住时机要求美方提供紧急援助，向霍夫曼提出扩大援华问题。霍夫曼回答：“美国的对外援助是一年向国会申报一次，现在提紧急援助不大可能。”“过去援助并不少，但蒋委员长及其将领太无能，令我国政府非常失望。最令我们伤心的是，援助你们的许多武器落入共产党之手，共党再用这些武器打你们。如果我国政府再像先前那样援助你们，你们政府岂不垮得更快？共产党军队得到的武器岂不更多？我想，如果美国政府再要援华的话，不能再援助蒋领导的政府，只能帮助愿意保持自己自由的人民。”
1948年11月30日，宋美龄抵达华盛顿访问；12月10日杜鲁门邀请宋美龄参加一次茶话会。茶话会进行半小时后，杜鲁门邀请宋美龄进入总统书房，给她半个小时会谈。宋美龄提出：

1. 发表支持南京政府反共救国的正式宣言；
2. 派遣高级军事代表团来华制定作战计划以及后勤供应等工作；
3. 希望华盛顿能提供30亿美元的援助。

杜鲁门回答：“中美友谊在历史上是留下了重要的一页，但感到抱歉，因为‘美国只能付给已经承诺的援华计划的4亿美元，这种援助可以继续，直到耗完为止，美国不能无限期地支持中国。”杜鲁门随后向报界发表声明，透露美国承诺的4亿美元即将用尽。
1949年2月初，国务卿艾奇逊坚决主张停止向国民党政权运送《援华法案》的剩余物资，杜鲁门决定：“不停止对中国的军援，但要尽可能采取非正式行动，拖延启运。”艾奇逊认真执行总统的“拖延启运”政策，使从美国开往中国的货船暂停出港。
1949年年初，美國決定將援華法案延長至1950年2月15日，不過款項仍未悉數匯入；停止該法案也讓國共內戰戰況急轉直下。1949年末，中國共產黨佔領中國大陸大部分地区，中華民國政府撤退至台灣。1950年1月，美國杜魯門總統停止該法案軍援部分，但宣稱仍繼續進行援華法案中的經濟援助給台灣的中華民國政府。同年3月，在親國民黨的美國議員運作下，該法案宣佈延長到翌年。
1950年6月，韓戰爆發，美國對台的中華民國政府態度轉變，之後，該法案的4億多美金軍政援助陸續合併至「共同安全法案」、國際開發法案，該等法案為1950年代－1960年代的美援台灣法源，也陸續增加其金額。而法案金額操作者則為台灣政府與美方的美援運用委員會。